# 北海道道383号木古内停車場線
北海道道383号木古内停車場線（ほっかいどうどう383ごう きこないていしゃじょうせん）は、北海道上磯郡木古内町内を結ぶ一般道道（北海道道）である。

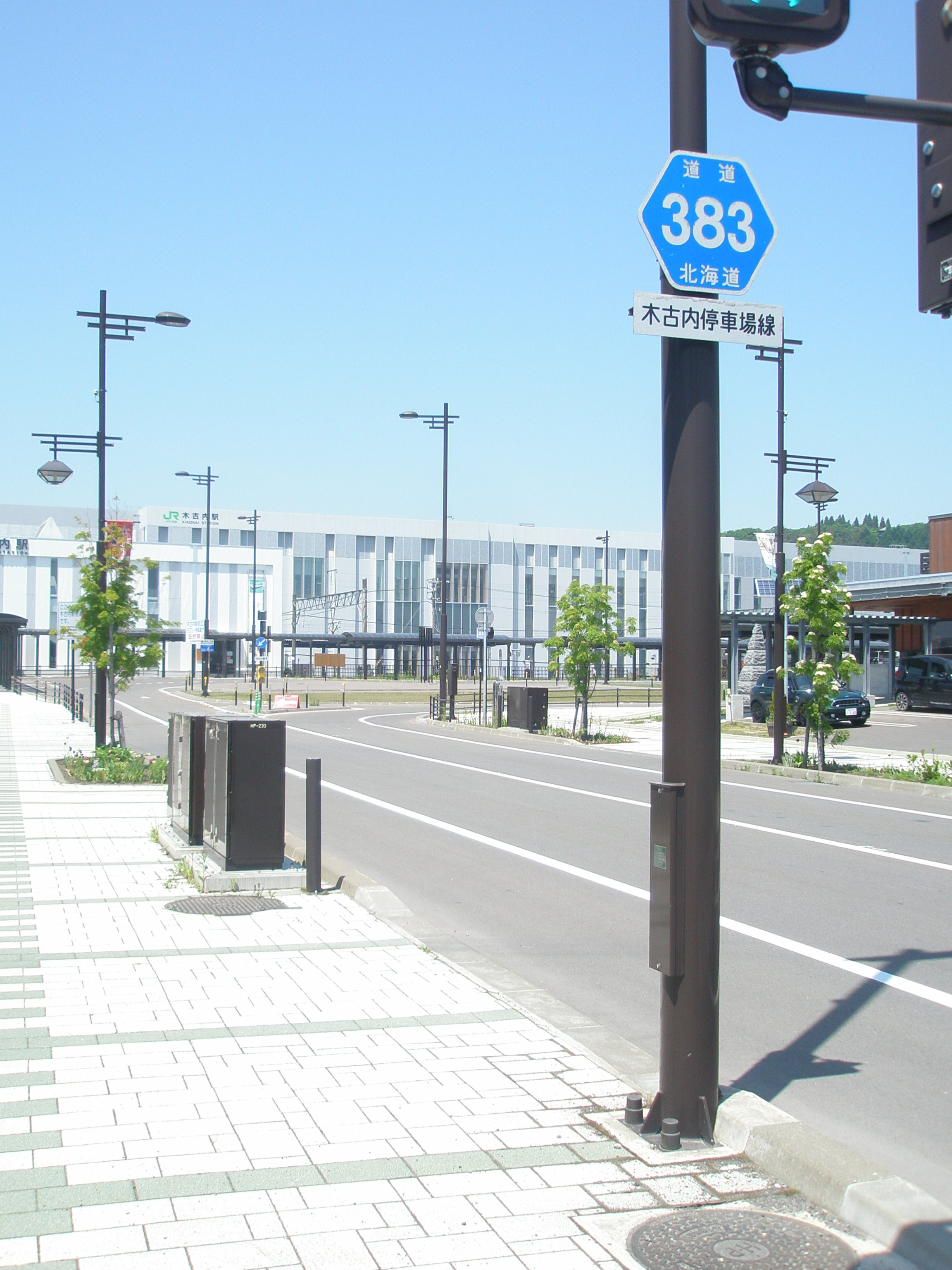
北海道道383号木古内停車場線・道道番号及び路線名標識（2019年5月撮影）

## 概要

### 路線データ
- 起点：北海道上磯郡木古内町字本町（JR北海道 北海道新幹線・道南いさりび鉄道 木古内駅）
- 終点：北海道上磯郡木古内町字新道（国道228号交点）
- 総延長：2.158 km
- 実延長：1.442 km
- 重用延長：0.716 km

北海道道383号木古内停車場線・起点（木古内駅前、2019年5月撮影）木古内郵便局（左側）前にてパノラマ撮影、左から順に木古内駅及び駅前ロータリー、道の駅みそぎの郷 きこない
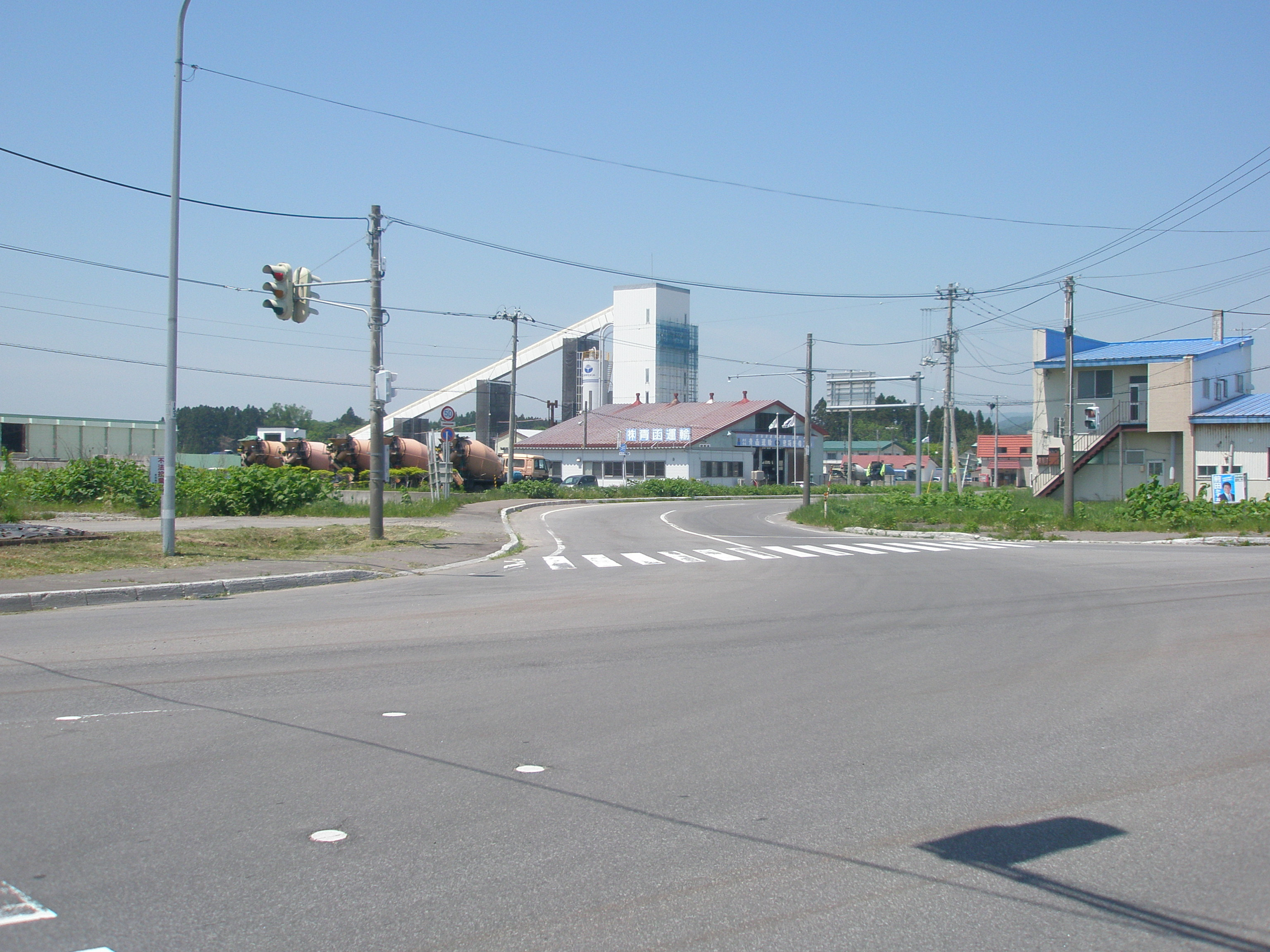
北海道道383号木古内停車場線・終点（国道228号交点、2019年5月撮影）

### 道路管理者
- 渡島総合振興局 函館建設管理部 松前出張所

## 歴史
- 1961年（昭和36年）3月31日 - 路線認定[1]。

## 路線状況

### 重複区間
- 北海道道5号江差木古内線（木古内町字本町 - 木古内町字本町）
- 北海道道605号中野木古内停車場線（木古内町字本町〔起点〕 - 木古内町字本町）

### 道路施設

#### 道の駅
- みそぎの郷 きこない

## 地理

### 通過する自治体
- 渡島総合振興局
  - 上磯郡木古内町

### 交差する道路
木古内町
- 北海道道605号中野木古内停車場線 - 字本町（重複）
- 北海道道5号江差木古内線 - 字本町（重複）
- 国道228号 - 字新道（終点）

### 沿線にある施設など
木古内町
- JR北海道北海道新幹線・道南いさりび鉄道線 木古内駅